# 靳埭強
靳埭强，SBS（1942年2月21日—），廣東廣州市番禺出生，國際著名香港設計師。設計以外，他於1993年加入自由黨。

## 簡歷
靳埭强1942年生於廣東省廣州市番禺區三善村，11歲離鄉，在廣州上學，早年就讀番禺區沙灣鎮三善村三善小學，1955年至1957年於廣州市第十三中學就讀初中。他1957年15歲時與弟弟一起移居香港。生活迫人下，靳埭强打算繼承父業並分擔父親的擔子，由是輟學在尖沙咀一間製衣店當學徒，滿師後當裁縫，如此十年之久。靳埭强自幼熱愛繪畫，受祖父靳耀生（泥塑藝術家）薰陶。1964年開始工餘在伯父靳微天（1911—1998）家中開設的「百會畫苑」學習素描與水彩畫。
靳埭强1967年參觀畫展時認識王無邪，1966年至1968年在香港中文大學校外進修設計文憑課程攻讀由王任教的「色彩學」和「基礎設計」學科，及呂壽琨教授的水墨畫課程。靳埭强學習設計三個月後，經同學介紹轉職設計，在位於上環海旁國際大廈（現：中保集團大廈）的日式「玉屋百貨公司」工作，主要做櫥窗設計及促銷廣告，歷時一年。1968至1969年繼續進修王氏的設計文憑課程，畢業試成績名列前茅。1968年獲聘在「恆美商業設計公司」工作，恆美由也是任教中大校外進修課程、曾留學德國的設計師鍾培正開設；從設計員開始，兩年做到設計指導，4年做到設計總監，在恆美靳埭强做了8年。他同期曾於1970年出任大一設計學院副院長。1976年，鍾培正離港移民，靳埭强遂與同學張樹新及幾位恆美舊同事合夥創辦「新思域設計製作」，即「靳棣強設計公司」（1988）及「靳與劉設計顧問公司」（1996）的前身。靳與劉設計公司於2013年易名「靳劉高設計（KL&K DESIGN）」。

## 主要作品
第一個讓靳埭强聲名大噪的作品是中國銀行的標誌。1980年，靳埭強被中銀集團委以設計標誌，靳索價五位數，中銀覺得是天價，因為內地工人月薪才36元，國內設計師設計一個標誌才幾十元。中國銀行標誌，設計受古錢幣啟發，以中國古錢幣為基本形態，中間方孔，上下加垂直線，既成「中」字形，又暗合天圓地方的意象。1980年代中期，中國銀行開始使用這標誌，而靳埭強憑這標誌獲得CA獎（美國傳達藝術獎）。
香港回歸後，靳埭强的靳與劉設計顧問公司也參與服務諸多內地項目，其中著名的有「重庆市城市形象标识」的設計。這項目靳埭强曾說，城市形象標誌誕生的過程是「痛苦」的，「因為重慶的文化積澱非常深厚，任何一個具象的東西，如朝天門、解放碑、人民大禮堂等，都很難代表重慶。」為了充分了解這城市，靳埭强從五所大學找來設計專業學生座談，了解重慶文化，收集大量資料。經過無數次修改，最終定稿，城市形象標誌由兩個歡樂喜悅、張開雙手的「人」重疊組成簡體「慶」字，既喻意「人人重慶」，亦道出「雙重喜慶」重慶市名稱的歷史由來。這標誌2006年1月被市政府確定，這項目設計費雖然高達7位數，但靳埭强說是虧本的，因為整個項目歷時兩年之久才得以完成。
靳埭強著名的作品，另有香港浸會大學在1994年正名大學後採用的標誌；服務過的知名品牌包括：太太口服液、榮華餅家、櫻雪沐浴露、嘉頓、麒麟啤酒、周生生珠寶等等。此外，香港有不少郵票都是他的作品。靳埭强的作品廣為藝術館及私人收藏，他更熱衷於藝術教育及專業拓展等工作。

## 獎項榮譽
靳埭强的作品屢獲獎項，受高度學術評價重要獎項包括美國洛杉磯國際藝術創作展金獎（1984），紐約水銀金獎（1981）及銀河大獎，波蘭第一屆國際電腦藝術雙年展冠軍（1981）等；其他獎項包括：
- 1979年，成為首位入選香港十大傑出青年的設計師；[7]
- 1981年，獲美國CA傳達藝術大獎之卓越獎； [8]
- 1984年，唯一的設計師獲頒市政局設計大獎；
- 1993年，被日本設計雜誌《IDEA》選為世界平面設計師百傑之一；
- 1995年，成為首位華人名列瑞士《世界平面設計師名人錄》；
- 1998年，獲第10屆「香港印製大獎傑出成就大獎」（香港印藝學會、香港出版學會和香港貿易發展局合辦，康樂及文化事務署協辦）；[9]
- 1999年，獲香港特區頒予銅紫荊星章勳銜；
- 2005年，獲香港理工大學頒授榮譽設計學博士；[10]
- 2010年，獲香港特區頒予銀紫荊星章勳銜；
- 2016年，獲頒香港設計師協會環球設計大獎首次設立的「終身榮譽獎」[11]

## 著作
- 《設計的思考：設計師的心智與靈魂》靳埭強／潘家健. 商務印書館（香港）. 2017-09-15
- 《字體設計100+1》經濟日報出版社. 2016-07
- 《關懷的設計：設計倫理思考與實踐》靳埭強／潘家健. 商務印書館（香港）. 2015-08-28
- 《靳叔品美100+1》經濟日報出版社. 2014-07
- 《20世紀50-80年代中國、德國產品設計回望》人民美術出版社. 2014-03-01
- 《品牌設計100+1──100個品牌商標與1個城市品牌形象案例》經濟日報出版社. 2013-07
- 《城市形象︰設計實踐與教學——以重慶城市形象設計為範例》廣西師範大學出版社. 2013-03-01
- 《情事藝事100+1──設計大師記事本》經濟日報出版社. 2012-07
- 《一年好景》馮浪波／靳埭強／金朝. 亞文出版社. 2011年7月
- 《設計心法100+1──設計大師經驗談》經濟日報出版社. 2010-10
- 《中國現代設計先鋒》靳埭強／劉小康／唐婉玲. 廣西師範大學出版社. 2009年11月
- 《視覺傳達設計實踐（精）》上海文藝出版社. 2005年12月
- 《物我融情》長松文化興業股份. 2005-08-01
- 《衝擊設計──當代香港藝術》貝思出版社(香港). 2002年7月
- 《眼緣心弦》上海文藝出版社. 2002年5月
- 《靳與劉設計（簡體字）》靳埭強／劉小康. 貝思出版社(北京). 2002年4月
- 《包裝設計》萬里機構‧萬里書店. 2001年10月
- 《數碼設計》萬里機構‧萬里書店. 2001年10月
- 《城市發現──香港柏林當代文化節》貝思出版社(香港). 2000年9月
- 《海報設計》萬里機構‧萬里書店. 2000年8月
- 《企業形象設計》萬里機構‧萬里書店. 2000年1月
- 《廣告設計》萬里機構‧萬里書店. 1999年1月
- 《封面設計》萬里機構‧萬里書店. 1999年1月
- 《商業設計藝術》雄獅圖書股份. 1993年7月
- 《商標與機構形象》靳埭強編著. 台灣珠海出版. 1993-07-01

## 主要個展
靳氏的設計及藝術作品，曾在海內外各地地多次策劃及舉行個人展覽，包括：
- 2002年，於香港文化博物館舉辦《生活．心源－靳埭強設計與藝術大展》；
- 2003年，應日本大阪DDD畫廊及日本靜岡文化藝術大學的邀請，展出《墨與椅—靳埭強劉小康藝術與設計展》；
- 2007年，應邀參與由香港設計中心主辦的「創作9707」計畫，與丹麥皇家哥本哈根瓷器製造廠合作一套名為「華宴」的青花餐具，以紀念香港回歸十週年，該套作品其後於香港、北京、多倫多、米蘭、倫敦及紐約巡迴展覽；
- 2008年，於香港大學美術博物館舉辦《畫自我心—靳埭強繪畫》水墨畫個展；
- 2010年，由清華大學藝術學院主辦《100﹑100﹑100 x 10—靳埭強設計作品展》以賀《靳埭強設計獎—全球華人大學生大賽》十週年誌慶；[12]
- 2012年9月，於香港中央圖書館舉辦《靳埭強七十豐年展》；[13]
- 2017年12月-2018年3月，於深圳前海壹會藝術空間舉辦《靳埭強新水墨個展 - 瞬息山水》；[14]
- 2018年5月-6月，於位於美國馬利蘭州的美京華人活動中心舉辦《水墨設計‧設計水墨》靳埭強的水墨畫與平面設計展。[15]

## 主要職銜[12]
- 靳與劉設計顧問 - 創辦人
- 香港設計師協會 - 資深會員及顧問
- 國際平面設計聯盟AGI - 會員（1997）
- 中華平面設計協會 - 顧問
- 中國汕頭汕頭大學長江藝術與設計學院 - 榮譽院長、榮譽教授、第一任院長（2003至2011年）、时任副院长为王受之
- 香港理工大學 - 榮譽教授
- 中國北京中央美術學院 - 客座教授
- 中國北京清華大學 - 客座教授
- 國立臺灣科技大學設計學院 - 客座教授
- 康樂及文化事務署博物館 - 專家顧問
- 香港藝術館 - 榮譽顧問
- 香港藝術發展局 - 委員（2008至2010年）

## 家庭
靳埭强育有一子一女；兒子靳民知熱衷於香港政治，是前立法會議員黃毓民的議員助理、MyRadio的前節目主持、前立法會議員鄭松泰的議員助理及熱血時報的節目主持，其在香港人網主持節目時，常被該台負責人兼主持蕭若元要求發表意見，每當蕭叫靳民知評論時，會用：「阿靳你講兩句」介紹其出場，此語後來成為網絡迷因。

## 資料來源
1. 1 2 3 4 5 6 7 8 9  盧子健、何安達. . 天地圖書. 1994: 501.
2. ↑  . 香港記憶.   [2022-09-12]. （原始内容存档于2022-09-12）.
3. ↑  靳埭强. 香港設計見聞與反思 （页面存档备份，存于）. 香港中文大學《二十一世紀》第135期. 2013年2月
4. ↑  靳與劉設計公司更名為靳劉高設計(KL&K DESIGN) （页面存档备份，存于）. 設計之家. 2013-10-11
5. ↑  中國銀行標誌
6. ↑  .   [2018-12-22]. （原始内容存档于2021-03-08）.
7. ↑  歷屆香港傑青 （页面存档备份，存于）. 國際青年商會香港總會
8. ↑  . 數英網.   [2021-11-14]. （原始内容存档于2021-11-13）.
9. ↑  第10屆香港印製大獎傑出成就大獎 （页面存档备份，存于）. 香港印刷大獎
10. ↑  .   [2018-12-22]. （原始内容存档于2020-11-10）.
11. ↑  香港設計師協會環球設計大獎2016 （页面存档备份，存于）. 香港設計師協會
12. 1 2  .   [2018-12-21]. （原始内容存档于2018-12-22）.
13. ↑  靳埭強享受自由靈感多 （页面存档备份，存于）. 太陽報. 2012年09月16日
14. ↑  瞬息山水——靳埭強新水墨個展將在深圳開幕 （页面存档备份，存于）. 騰訊網. 2017-12-27
15. ↑  《水墨設計‧設計水墨》靳埭強的水墨畫與平面設計展 （页面存档备份，存于）. 美京華人活動中心

## 外部連結
- 文潔華 ‧ 香港視覺藝術家（1970-1980）──新水墨運動後的實驗與挪移（第一章，頁15至52） （页面存档备份，存于）. 2018年1月
- KAN Tai-Keung
- 汕頭大學長江藝術設計學院院長，國際著名設計大師 靳埭强專訪 （页面存档备份，存于）. 視覺同盟. 2005年11月22日
- 壹學堂: 靳埭強談創意教學論實用設計
- 經濟日報出版社書目：靳埭強 （页面存档备份，存于）
- 商務印書館書目：靳埭強 （页面存档备份，存于）
- 誠品網路書店書目：靳埭強 （页面存档备份，存于）
- 「香港留聲」口述歷史檔案庫 - 靳埭強 （页面存档备份，存于）. 香港記憶